# Himalayaceder
Himalaya-Ceder (Cedrus deodara) er et stort, stedsegrønt nåletræ med en kegle- til pyramide-formet krone. 

## Beskrivelse
Stammen er kraftig, som regel ret og gennemgående.  I Himalaya hvor det forekommer naturligt er det et overordentligt stort træ, normalt 40–50 m højt, men i visse tilfælde over 60 m med en stamme op til 3 m tyk. Under danske haveforhold når træet aldrig en sådan størrelse – både af klimatiske årsager og pga. jordbunden. Hos os vil træet typisk fremstå som et lidt spinkelt, elegant træ op til 15 m højt. I visse parker og botaniske haver ses dog større træer.
Både på engelsk og dansk bruges alternativt navnet Deodar eller Deodar-ceder svarende til træets navn på Hindi.
Nålene er 2,5 til 5 cm lange, slanke (1 mm brede) og bæres dels enkeltvis på langskud, dels i tætte klynger af 20-30 nåle på kortskud. Det minder om nålenes placering hos Lærk. De varierer i farve fra græsgrøn til blågrøn. Koglerne er tydeligt tøndeformede, 7–13 cm lange og 5–9 cm brede. Koglerne bliver siddende på træet i 12 måneder og falder derefter fra hinanden, når de er modne. Herved spredes de relativt små vingede frø over et stort område.
Rodsystemet er kraftigt, og det når langt ud og ned.
Højde x bredde og årlig tilvækst: 50 x 15 m. Målene kan anvendes ved udplantning.

## Hjemsted
Hjemmehørende i det vestlige Himalaya i det østlige Afghanistan, nordlige Pakistan, nordlige Indien (Himachal Pradesh, Uttarakhand og Kashmir), sydvestlige Tibet og vestlige Nepal hvor det vokser mellem 1500 og 3200 m højde.

## Anvendelse og kulturel betydning
På det Indiske subkontinent, specielt i Kashmir og Punjab, betragtes træet som helligt og navnet deodar kommer af sanskrit devdar som betyder "gudernes træ". Adskillige Hindu-legender omtaler træet.
Træet dyrkes i haver pga. sit smukke løv, også i Danmark. Træet skades dog ved temperaturer under −25 °C. Det dyrkes i Vesteuropa nordpå til Skotland og Sydnorge, i Middelhavsområdet, omkring Sortehavet, det sydlige Kina, den amerikanske vestkyst nordpå til Vancouver og det sydøstlige USA fra Texas til Virginia. Der findes dog mere hårdføre provenienser fra Kashmir og Paktia der tåler ned til -30 °C, hvorfra en række navngivne sorter er fremavlet.
Tømmer fra himalaya-ceder er af god kvalitet, holdbart og finkornet, så det kan poleres helt blankt. Det bruges historisk i templer, men under den britiske kolonitid blev det også brugt til mere almindelige bygninger.
Kernetræet er aromatisk og kan bl.a. bruges til røgelse. Olier udvundet af træet bruges til at holde insekter væk og forebygge/behandle svampeangreb.

| Portal | Portal:Botanik |